# Torger Nergård
Torger Nergård (n. 12 decembrie 1974, Trondheim, Norvegia) este un jucător de curl ce a reprezentat Norvegia, medaliat olimpic. A participat la 5 ediții ale Jocurilor Olimpice (2002, 2006, 2010, 2014, 2018) în care a câștigat o medalie de aur și o medalie de argint.